# Howard J. Wiarda
Howard John Wiarda (* 30. November 1939 in Grosse Pointe, Michigan; † 12. September 2015 in Athens, Georgia) war ein US-amerikanischer Politikwissenschaftler und Hochschullehrer.

## Leben und Wirken
Nach dem Schulbesuch in Grand Rapids (Michigan) studierte Howard J. Wiarda Politikwissenschaft zunächst an der University of Michigan und erhielt hier 1961 den Bachelorgrad. Den Magister- und Doktorgrad erwarb er dann 1962 bzw. 1965 an der University of Florida. Es folgten Postgraduiertenstudien an der Harvard University und der Ohio State University. Ab 1965 hatte er eine Professur an der University of Massachusetts Amherst inne. Später (1993) erwarb er noch einen Magistergrad auf dem Gebiet „International Security“ an der National War College, wo er ab 1991 lehrte. Im Jahre 2003 übernahm er eine Professur an der University of Georgia. Außerdem wirkte Wiarda als Gastprofessor bzw. Referent an der Harvard University, der Georgetown University und zahlreichen anderen Institutionen im In- und Ausland. Hinzu kamen Beratungstätigkeiten u. ä. am American Enterprise Institute und anderen Forschungsinstitutionen. Dem Council of Foreign Relations gehörte er als Mitglied an.
Wiarda beschäftigte sich in Lehre und Forschung sowie in seinen Publikationen vor allem mit Internationalen Beziehungen und Lateinamerika, besonders im Blick auf die Beziehungen zu den USA, außerdem mit der Demokratisierung in Spanien, Portugal und Osteuropa.
Eine Ehrendoktorwürde und die Ernennung zum Honorarprofessur erhielt er von der Lobatschewski-Universität Nischni Nowgorod.

## Veröffentlichungen (Auswahl)
Monographien
- The Dominican Republic. Nation in transition. Pall Mall Press, London 1969.
- Corporatism and development. The Portuguese experience. University of Massachusetts Press, Amherst, Mass. 1977, ISBN 0-87023-221-5.
- Corporatism and national development in Latin America. Westview Press, Boulder, Colo. 1981.
- In search of policy. The United States and Latin America (= AEI studies, Bd. 396). American Enterprise Institute for Public Policy Research, Washington, D.C. 1984, ISBN 0-8447-3542-6.
- Ethnocentrism in foreign policy. Can we understand the third world? American Enterprise Institute for Public Policy Research, Washington, D.C. 1985.
- Finding our way? Toward maturity in U.S.-Latin American relations (= AEI studies, Bd. 460). American Enterprise Institute for Public Policy Research, Washington, D.C. 1987, ISBN 0-8447-3631-7.
- Latin America at the crossroads. Debt, development, and the future. Westview Press, Boulder, Colo. 1987, ISBN 0-8133-0423-7.
- (Mitautor): The Communist challenge in the Caribbean and Central America (= AEI studies, Bd. 458). American Enterprise Institute for Public Policy Research, Washington, D.C. 1987, ISBN 0-8447-3627-9.
- The transition to democracy in Spain and Portugal (= AEI studies, Bd. 482). American Enterprise Institute for Public Policy Research, Washington, D.C. 1989, ISBN 0-8447-3672-4.
- The democratic revolution in Latin America. History, politics, and U.S. policy. Holmes & Meier, New York 1990, ISBN 0-8419-1276-9.
- American foreign policy toward Latin America in the 80s and 90s. Issues and controversies from Reagan to Bush. New York University Press, New York 1992, ISBN 0-8147-9250-2.
- Politics in Iberia. The political systems of Spain and Portugal. 2. Aufl. Harper Collins, New York 1993, ISBN 0-673-46432-6.
- Democracy and its discontents. Development, interdependence, and U.S. policy in Latin America. Rowman & Littlefield, Lanham, Md. 1995, ISBN 0-8476-8085-1.
- (mit Esther M. Skelley): Dilemmas of democracy in Latin America. Crises and opportunities. Rowman & Littlefield, Lanham, Md. 2005, ISBN 0-7425-3031-0.
- Development on the periphery. Democratic transitions in Southern and Eastern Europe. Rowman & Littlefield, Lanham, Md. 2006, ISBN 0-7425-3033-7.
- The Dutch diaspora. Growing up Dutch in new worlds and the old. The Netherlands and its settlements in Africa, Asia, and the Americas. Lexington Books, Lexington, Md. 2007, ISBN 978-0-7391-2105-4.
- American foreign policy in regions of conflict. A global perspective. Palgrave Macmillan, Basingstoke 2012, ISBN 978-1-137-26688-0.
- Culture and foreign policy. The neglected factor in international relations. Ashgate, Farnham, Surrey 2013, ISBN 978-1-4094-5329-1.
- Cracks in the consensus. Debating the democracy agenda in U.S. foreign policy. Praeger, Westport, Conn. 1997, ISBN 0-275-96101-X.
- (mit Margaret MacLeish Mott): Catholic roots and democratic flowers. Political systems in Spain and Portugal. Praeger, Westport, Conn. 2001, ISBN 0-275-97018-3.
- The soul of Latin America. The cultural and political tradition. Yale University Press, New Haven, Conn. 2001, ISBN 0-300-09836-7.
- (mit Harvey F. Kline): An introduction to Latin American politics and develoment. Westview Press, Boulder, Colo. 2001, ISBN 0-8133-3770-4.
- (mit Esther M. Skelley): Dilemmas of democracy in Latin America. Rowman & Littlefield, Lanham, Md. 2005, ISBN 0-7425-3031-0.
- Development on the periphery. Democratic transitions in Southern and Eastern Europe. Rowman & Littlefield, Lanham, Md. 2006, ISBN 0-7425-3033-7.
- The Dutch diaspora. Growing up Dutch in new worlds and the old. The Netherlands and its settlements in Africa, Asia, and the Americas. Lexington Books, Lanham, Md. 2007, ISBN 978-0-7391-2105-4.
- Culture and foreign policy. The neglected factor in international relations. Ashgate, Farnham, Surrey 2013, ISBN 978-1-4094-5329-1.

Herausgeber
- Politics and social change in Latin America. University of Massachusetts Press, Amherst, Mass. 1974 (4. Aufl. Praeger, Westport, Conn. 2003, ISBN 0-275-97033-7).
- (mit Harvey F. Kline): Latin American politics & government. Houghton Mifflin, Boston 1979, ISBN 0-395-27056-1.
- The continuing struggle for democracy in Latin America. Essays in honor of Harry Kantor. Westview Press, Boulder, Colo. 1980.
- (mit Michael J. Kryzanek): The Dominican Republic. A Caribbean crucible. Westview Press, Boulder, Colo. 1982, ISBN 0-89158-977-5 (2. Aufl. 1992, ISBN 0-8133-8236-X).
- Rift and revolution. The Central American imbroglio (= AEI studies, Bd. 394). American Enterprise Institute for Public Policy Research, Washington, D.C. 1984, ISBN 0-8447-3539-6.
- New directions in comparative politics. Westview Press, Boulder, Colo. 1985, ISBN 0-8133-0141-6.
- Iberian - Latin American connection. Implications for U.S. foreign policy. Westview Press, Boulder, Colo. 1986, ISBN 0-8133-0424-5.
- (mit Michael J. Kryzanek): The politics of external influence in the Dominican Republic. Praeger, New York 1988, ISBN 0-275-92992-2.
- On the agenda. Current issues and conflicts in U.S. foreign policy. Scott, Foresman/Little, Glenview, Ill. 1990, ISBN 0-673-39763-7.
- Latin American politics and development. 5. Aufl. Westview Press, Boulder, Colo. 2000, ISBN 0-8133-3769-0.
- US foreign and strategic policy in the post-cold war era. A geopolitical perspective. Greenwood Press, Westport, Conn. 1996, ISBN 0-313-29360-0.
- European politics in the age of globalization. Hartcourt College Publ., Fort Worth, Tex. 2001, ISBN 0-15-507388-5.
- Grand theories and ideologies in the social sciences. Palgrave Macmillan, Basingstoke 2010, ISBN 978-0-230-10392-4.